# Lagonosticta rubricata
La amaranta ocre (Lagonosticta rubricata) es una especie de ave paseriforme de la familia Estrildidae propia del África subsahariana.

## Distribución
Se distribuye por la mayor parte del África subsahariana, desde Etiopía y África occidental a Sudáfrica.

## Subespecies
- Lagonosticta rubricata rubricata
- Lagonosticta rubricata congica
- Lagonosticta rubricata haematocephala
- Lagonosticta rubricata ugandae
- Lagonosticta rubricata sannagae
- Lagonosticta rubricata polionota
- Lagonosticta rubricata neglecta